# Гаттон (Меріленд)
Гаттон (англ. Hutton) — переписна місцевість (CDP) в США, в окрузі Ґерретт штату Меріленд. Населення — 87 осіб (2020).

## Географія
Гаттон розташований за координатами 39°24′52″ пн. ш. 79°28′48″ зх. д. / 39.41444° пн. ш. 79.48000° зх. д. (39.414559, -79.479989).  За даними Бюро перепису населення США в 2010 році переписна місцевість мала площу 0,44 км², уся площа — суходіл.

## Демографія
Згідно з переписом 2010 року, у переписній місцевості мешкало 86 осіб у 36 домогосподарствах у складі 27 родин. Густота населення становила 197 осіб/км².  Було 38 помешкань (87/км²).
Расовий склад населення:
| - 100,0 % — білих |

До двох чи більше рас належало 0,0 %. Частка іспаномовних становила 0,0 % від усіх жителів.
За віковим діапазоном населення розподілялося таким чином: 18,6 % — особи молодші 18 років, 66,3 % — особи у віці 18—64 років, 15,1 % — особи у віці 65 років та старші. Медіана віку мешканця становила 42,7 року. На 100 осіб жіночої статі у переписній місцевості припадало 83,0 чоловіків;  на 100 жінок у віці від 18 років та старших — 79,5 чоловіків також старших 18 років.
Цивільне працевлаштоване населення становило 39 осіб. Основні галузі зайнятості: мистецтво, розваги та відпочинок — 41,0 %, будівництво — 41,0 %, освіта, охорона здоров'я та соціальна допомога — 17,9 %.